# Classe Pearl
A classe Pearl foi uma classe de cruzadores desenhada por  Sir William White, cinco dos quais foram pagos pela Austrália sob os termos do Ato de Defesa Imperial de 1887 para servir em águas australianas. Navios da classe Pearl deslocavam  2.575 toneladas e eram capazes de mover a 19 nós (35 km/h).

## Navios na classe
| Nome     | Lançamento | Estado |
| -------- | ---------- | --- |
| Pallas   | 1890       | Vendido para desmanche em 1906.                                                                                              |
| Pandora  | 1889       | Renomeado como HMS Katoomba. Vendido para desmanche em 1906.                                                                 |
| Pearl    | 1890       | Vendido para desmanche em 1906.                                                                                              |
| Pelorus  | 1889       | Renomeado para HMS Mildura. Vendido para desmanche em 1906.                                                                  |
| Persian  | 1890       | Renomeado para HMS Wallaroo e depois HMS Wallington. Mudou para o nome original em 1920 e seguiu para venda para desmanche.  |
| Philomel | 1890       | Transferido para a Marinha Real da Nova Zelândia em 1914. Vendido em 17 de janeiro de 1947. Afundado em 6 de agosto de 1949. |
| Phoebe   | 1890       | Vendido para desmanche em 1906.                                                                                              |
| Phoenix  | 1889       | Renomeado como HMS Tauranga. Vendido para desmanche em 1906.                                                                 |
| Psyche   | 1889       | Renomeado para HMS Ringarooma. Vendido para desmanche em 1906.                                                               |